# Coelichneumon cabrerai
Coelichneumon cabrerai är en stekelart som först beskrevs av Berthoumieu 1903.  Coelichneumon cabrerai ingår i släktet Coelichneumon och familjen brokparasitsteklar. Inga underarter finns listade i Catalogue of Life.